# Станка (Ђеорђе Енеску)
Станка (рум. Stânca) насеље је у Румунији у округу Ботошани у општини Ђеорђе Енеску. Oпштина се налази на надморској висини од 190 m.

## Становништво
Према подацима из 2002. године у насељу је живело 431 становника, од којих су сви румунске националности.